# SEAT Ibiza
La SEAT Ibiza è un'autovettura prodotta dalla casa automobilistica spagnola SEAT dal 1984 in sostituzione della Ronda e della Fura.

## Prima serie (1984-1993)
Il programma d'industrializzazione della Ibiza venne approntato nel 1982 e fu sospeso dopo la coeva rottura delle trattative tra la FIAT e lo Stato spagnolo per la proroga della partecipazione al controllo della SEAT da parte della casa torinese.
La vettura era stata realizzata sul pianale della SEAT Ronda, versione iberica della Fiat Ritmo, allo scopo di ospitare varie motorizzazioni. Il disegno, opera di Giorgetto Giugiaro, riprendeva le linee della Uno, all'epoca pronta per la catena di montaggio.
Dopo un breve periodo di incertezza, nel 1983 il controllo della SEAT venne assunto dalla Volkswagen che, visto l'avanzato stadio di realizzazione del modello Ibiza, decise di metterla in produzione senza apportare variazioni sostanziali al corpo vettura, però dotandolo di propulsori denominati "System Porsche", allo scopo di sottolineare il distacco della casa spagnola dall'orbita della FIAT. Le dimensioni dell'auto si collocavano tra quelle delle auto del segmento B, come Ford Fiesta e Fiat Uno, e quelle del segmento C, come Volkswagen Golf e Ford Escort; grazie anche a ciò, si ebbe un buon rapporto tra l'abitabilità e le dimensioni esterne. Le vendite del modello furono moderate ma comunque soddisfacenti, e dovette far fronte a sospetti di scarsa affidabilità, dovuti al fatto di essere il primo modello di una casa da sempre sottoposta ad una maggiore che ne controllava l'operato, ai quali però rispose proponendo numerosi optional esclusivi per l'epoca in quella fascia medio/bassa di mercato automobilistico, come chiusure centralizzate o cerchi in lega per la versione sportiva SXi (che sfoggiava anche una riga rossa tutt'attorno alla carrozzeria).
Dalla prima serie della Ibiza fu derivata anche una versione berlina a tre volumi, la SEAT Málaga, che sostituì la versione iberica della Fiat 131, la SEAT 131 nel 1985.
Nel gennaio 1989 fu presentata una versione leggermente ristilizzata, che beneficiò di leggeri interventi estetici (limitati alla calandra, ora a quattro barre orizzontali nello stesso colore della carrozzeria) e soprattutto ebbe una plancia totalmente ridisegnata, con un'ampia "palpebra" sopra al cruscotto che comprendeva la strumentazione, la climatizzazione ed alcuni comandi secondari. Lo stesso restyling caratterizzò anche la Malaga.

### Facelift 1991

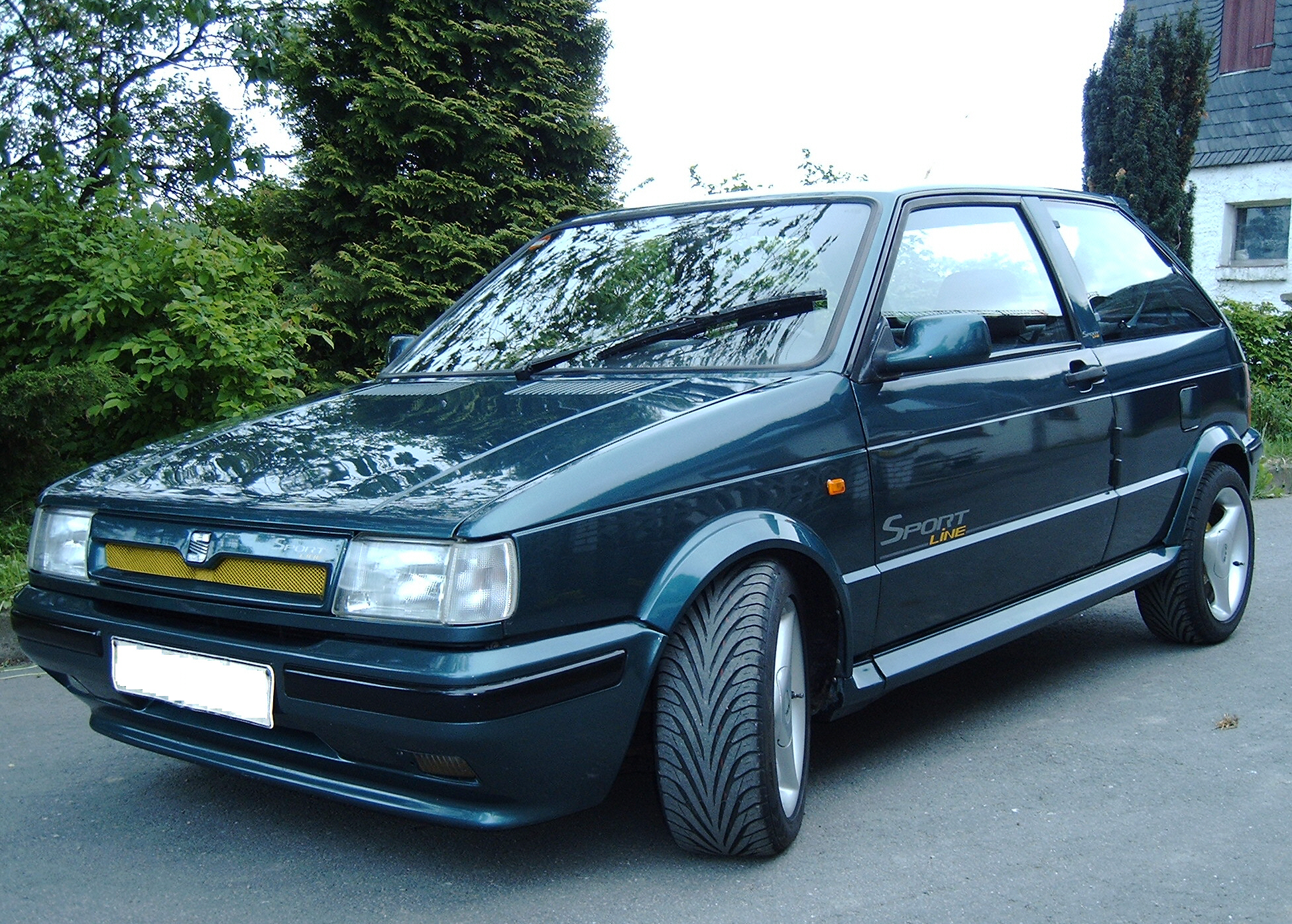
Frontale di una Ibiza restyling in versione Sport Line

Nel 1991 il modello subì un restyling che riguardò prevalentemente i gruppi ottici, posteriori, ora di colore rosso e nero, ed anteriori, più grandi e rettangolari, oltre a piccole modifiche interne e ai paraurti, che servirono a ingentilire il frontale dell'auto.
Nel giugno 1992 venne presentata la "Sport line", con motore 1.7 a benzina da 105 cavalli, che rimarrà in produzione fino all'uscita di scena della prima serie dell'Ibiza, avvenuta nel1993, anno nel quale fu presentata la seconda serie. Già con la nascita della Sport Line viene tolta dai listini la 1.5 SX 90 cv a carburatore. Nel gennaio 1993 escono di listino le 903 Special, le 1.7D, le 1.5 SXi e le 1.2 a carburatori e rimangono solo le varie versioni 1.2i e la 1.7i oltre alle 1.5i 90 cv in alcuni mercati. E viene Introdotta l intermedia Friend molto simile alla Crono già presente ma con poggiatesta delle basiche CLX e copricerchi delle XL e Crono del 1990 già visti precedentemente. Da maggio 1993 con la nascita della seconda serie rimane solo la Friend all'estero anche 1.5i. A 3 porte non è già più disponibile a fine 1993 mentre le ultime 5 porte saranno consegnate fino a giugno 1994 con qualche 1.7i rimasta.

### Dati di produzione
Dal debutto del modello fino al 21 dicembre 1992, pochi mesi prima dell'uscita di scena della prima serie, sono state prodotte circa 1 milione e 261 000 unità, di cui 264.396 vendute in Italia.
All'inizio del 1993, cioè quando la prima serie dell'Ibiza è uscita di produzione, erano state contate 1.290.845 unità.

### Motorizzazioni
| Modello    | Disponibilità       | Motore  | Cilindrata (cm³) | Potenza        | Coppia max (N·m) | Emissioni CO2 (g/km) | 0–100 km/h (secondi) | Velocità max (km/h) | Consumo medio (km/l) |
| 900        | dal 1986 al 1992    | Benzina | 903              | 32 kW (44 CV)  | 64               | n.d.                 | 22,0                 | 140                 | 14.3                 |
| 1.2        | dal debutto al 1992 | Benzina | 1193             | 46 kW (63 CV)  | 86               | n.d.                 | 16,0                 | 154                 | 14.6                 |
| 1.2i cat.  | dal 1991 al 1993    | Benzina | 1193             | 52 kW (71 CV)  | 95               | n.d.                 | 15,0                 | 157                 | 15.1                 |
| 1.5        | dal debutto al 1992 | Benzina | 1461             | 65 kW (88 CV)  | 120              | n.d.                 | 12,2                 | 176                 | 15.0                 |
| 1.5i       | dal 1989 al 1992    | Benzina | 1461             | 74 kW (101 CV) | 128              | n.d.                 | 10,8                 | 184                 | 14.3                 |
| 1.7i       | dal 1992 al 1993    | Benzina | 1675             | 72 kW (98 CV)  | 138              | n.d.                 | 10,4                 | 182                 | 13.6                 |
| 1.7 Diesel | dal 1985 al 1992    | Diesel  | 1714             | 42 kW (57 CV)  | 103              | n.d.                 | 20,2                 | 148                 | 15.9                 |

## Seconda serie (1993-2002)

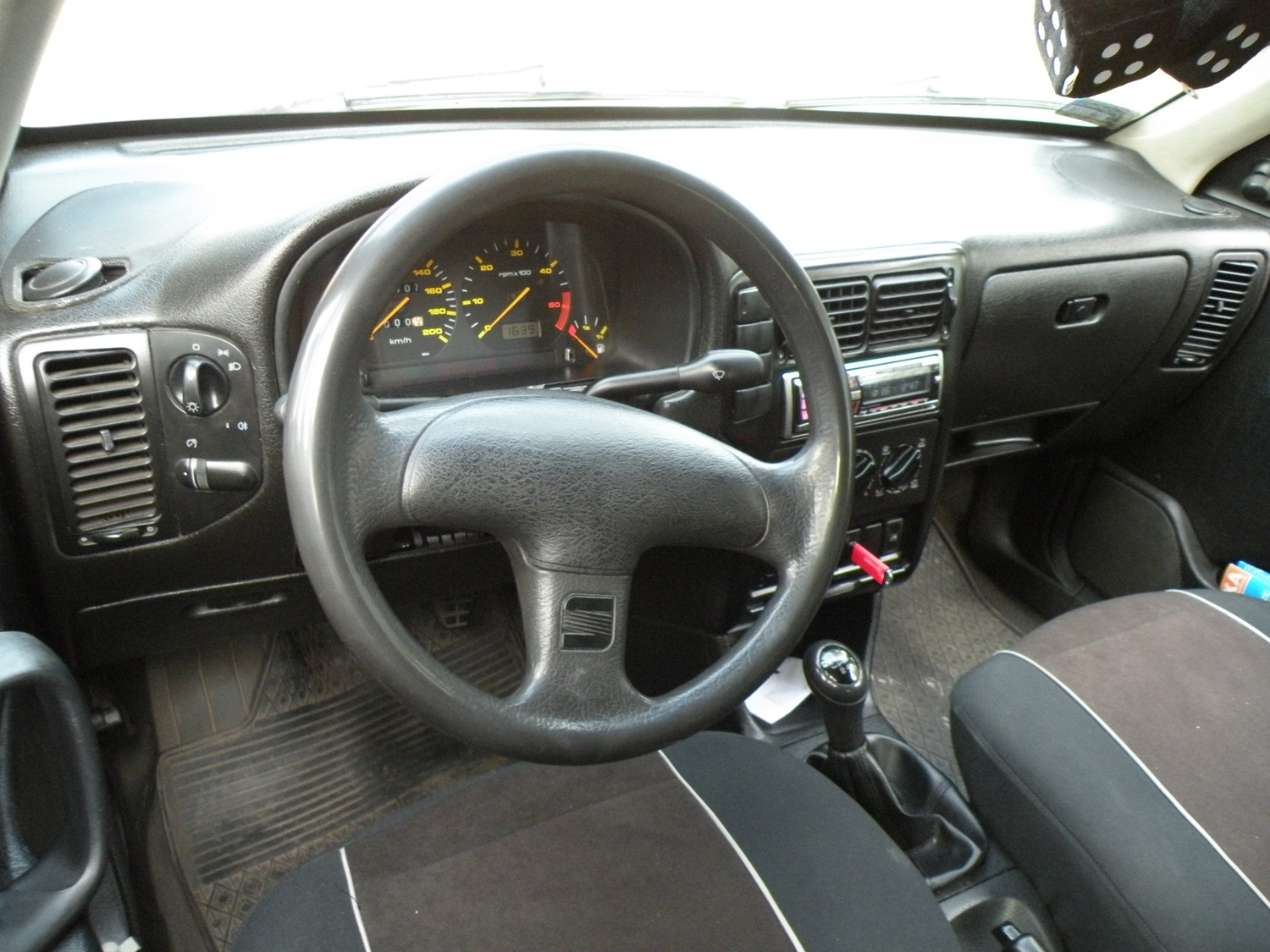
Gli interni di una Seat Ibiza pre-facelift 1999.

La seconda serie della Ibiza, disegnata nuovamente da Giorgetto Giugiaro, si è presentata al pubblico nel maggio del 1993 con un aspetto molto più addolcito e arrotondato della precedente e con motori di ultima generazione derivati dalla Volkswagen Golf con potenze fino a 150cv. Anche le dimensioni sono sensibilmente aumentate rispetto alla precedente, a parte il passo che fu diminuito.
Il pianale di sviluppo della nuova serie era basato sulla piattaforma A03 della Volkswagen, sulla quale furono sviluppati vari modelli quali, oltre la seconda serie della Ibiza, anche la terza serie della Volkswagen Polo, con cui condivide il pianale e la relativa versione della Volkswagen Polo "playa" commercializzata in Sud America (una Polo "gemella" dell'Ibiza) e i furgoncini SEAT Inca (con lo stesso frontale della contemporanea Ibiza) e Volkswagen Caddy.
Anche da questa serie della Ibiza fu derivata la versione a 3 volumi, la SEAT Córdoba, diretta erede della Malaga, e la versione station wagon, denominata Cordoba Vario e strettamente imparentata con la Polo Variant.

### Il primo facelift del 1996 (fase 2, 96-99)
Un leggero facelift è stato effettuato nel 1996; adesso l'autovettura dispone di nuovi paraurti più tondeggianti e di fanali posteriori bruniti. Fu in quest'occasione tolto di produzione il motore 1.8 16 valvole in favore del più potente 2.0 16 valvole, che equipaggiava già la "cugina maggiore" Volkswagen Golf e la SEAT Toledo.

### Il restyling del 1999 (fase 3, 1999-2002)

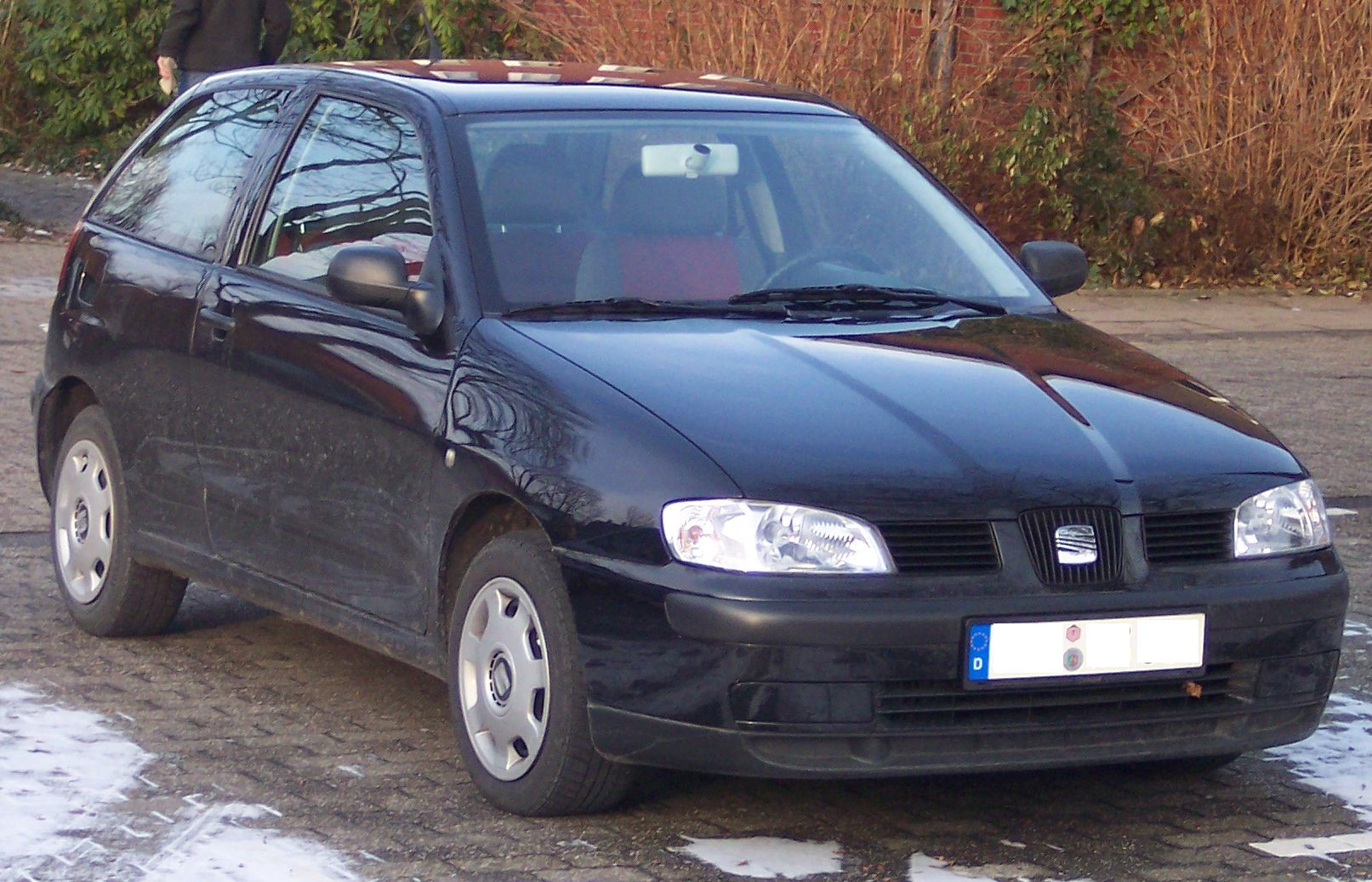
Ibiza dopo il restyling del 1999

Nel 1999 ha subito un pesante restyling che ha interessato quasi tutta la parte estetica della vettura, con un frontale più aggressivo, dotato di sottili fanali e griglia, che introduce il nuovo family feeling della Seat e fanali posteriori più grandi. Il tergilunotto è ora incernierato al portellone e l'auto appare più massiccia. Della vecchia serie rimane solo il pianale e l'impostazione estetica generale. Queste modifiche sono state introdotte anche sulla variante tre volumi Cordoba. Questa versione è stata anche la prima a sottoporsi ai test per la sicurezza europei dell'ente Euro NCAP, ottenendo tre stelle.
In quel periodo il modello soffriva la crisi di identità della casa spagnola e la Ibiza veniva vista come una versione più economica della cugina Polo, con la quale condivideva i motori (1.0 1.4 1.6 1.8 a benzina e 1.9 a gasolio), fin quando non si distinse nelle gare di corsa con la versione Cupra R equipaggiata dal 1.8 da 156 CV.
La seconda serie uscì di produzione nel 2002, sostituita dalla terza serie del modello. Nei primi otto mesi del 2000, furono immatricolate circa 112 000 Ibiza in Italia, mentre dal debutto della prima serie (1984) al modello al 2001 ne sono stati venduti 2 milioni e 700 000 esemplari.
In tutto, sono state prodotte 1.515.946 Seat Ibiza di seconda generazione.

### Motorizzazioni
| Modello                | Disponibilità    | Motore  | Cilindrata (cm³) | Potenza         | Coppia max (N·m) | Emissioni CO2 (g/km) | 0–100 km/h (secondi) | Velocità max (km/h) | Consumo medio (km/l) |
| 1.0 cat.               | dal 1996 al 2002 | Benzina | 999              | 37 kW (50 CV)   | 86               | n.d.                 | 19.4                 | 145                 | 15.0                 |
| 1.05i cat.             | dal 1993 al 1997 | Benzina | 1043             | 33 kW (45 CV)   | 76               | n.d.                 | 22.3                 | 138                 | 14.3                 |
| 1.3 cat.               | dal 1993 al 1996 | Benzina | 1272             | 40 kW (54 CV)   | 95               | n.d.                 | 16.8                 | 148                 | 14.2                 |
| 1.4 cat.               | dal 1994 al 2002 | Benzina | 1390             | 44 kW (60 CV)   | 116              | n.d.                 | 15.1                 | 157                 | 14.5                 |
| 1.4 16V cat.           | dal 2000 al 2002 | Benzina | 1390             | 55 kW (75 CV)   | 128              | n.d.                 | 12.5                 | 170                 | 14.2                 |
| 1.4 16V/101 CV cat.    | dal 1997 al 1999 | Benzina | 1390             | 74 kW (101 CV)  | 126              | n.d.                 | 10.7                 | 188                 | 13.4                 |
| 1.6 cat.               | dal 1993 al 2000 | Benzina | 1598             | 55 kW (75 CV)   | 135              | n.d.                 | 12.7                 | 170                 | 13.1                 |
| 1.6/100 CV cat.        | dal 1996 al 2002 | Benzina | 1595             | 74 kW (101 CV)  | 145              | n.d.                 | 11.0                 | 188                 | 12.1                 |
| 1.8 cat.               | dal 1993 al 1997 | Benzina | 1781             | 66 kW (90 CV)   | 145              | n.d.                 | 11.4                 | 182                 | 13.1                 |
| 1.8 16V cat.           | dal 1994 al 1998 | Benzina | 1781             | 95 kW (129 CV)  | 165              | n.d.                 | 8.9                  | 208                 | 12.0                 |
| 1.8 T 20V cat. Cupra   | dal 1999 al 2002 | Benzina | 1781             | 115 kW (156 CV) | 210              | n.d.                 | 7.9                  | 218                 | 12.2                 |
| 2.0 cat.               | dal 1993 al 1996 | Benzina | 1984             | 85 kW (116 CV)  | 116              | n.d.                 | 9.3                  | 195                 | 13.0                 |
| 2.0 16V cat. GTI Cupra | dal 1996 al 1999 | Benzina | 1984             | 110 kW (150 CV) | 180              | n.d.                 | 8.3                  | 215                 | 11.2                 |
| 1.9 Diesel cat.        | dal 1993 al 1998 | Diesel  | 1896             | 47 kW (64 CV)   | 124              | n.d.                 | 16.3                 | 158                 | 17.1                 |
| 1.9 SDI cat.           | dal 1996 al 2001 | Diesel  | 1896             | 50 kW (68 CV)   | 133              | n.d.                 | 16.0                 | 161                 | 19.1                 |
| 1.9 Turbodiesel cat.   | dal 1994 al 1997 | Diesel  | 1896             | 55 kW (75 CV)   | 140              | n.d.                 | 14.5                 | 170                 | 17.1                 |
| 1.9 TDI cat.           | dal 1996 al 2002 | Diesel  | 1896             | 66 kW (90 CV)   | 210              | n.d.                 | 12.1                 | 180                 | 19.3                 |
| 1.9 TDI/110 CV cat.    | dal 1997 al 2002 | Diesel  | 1896             | 81 kW (110 CV)  | 235              | n.d.                 | 10.5                 | 193                 | 19.6                 |

### Attività sportiva

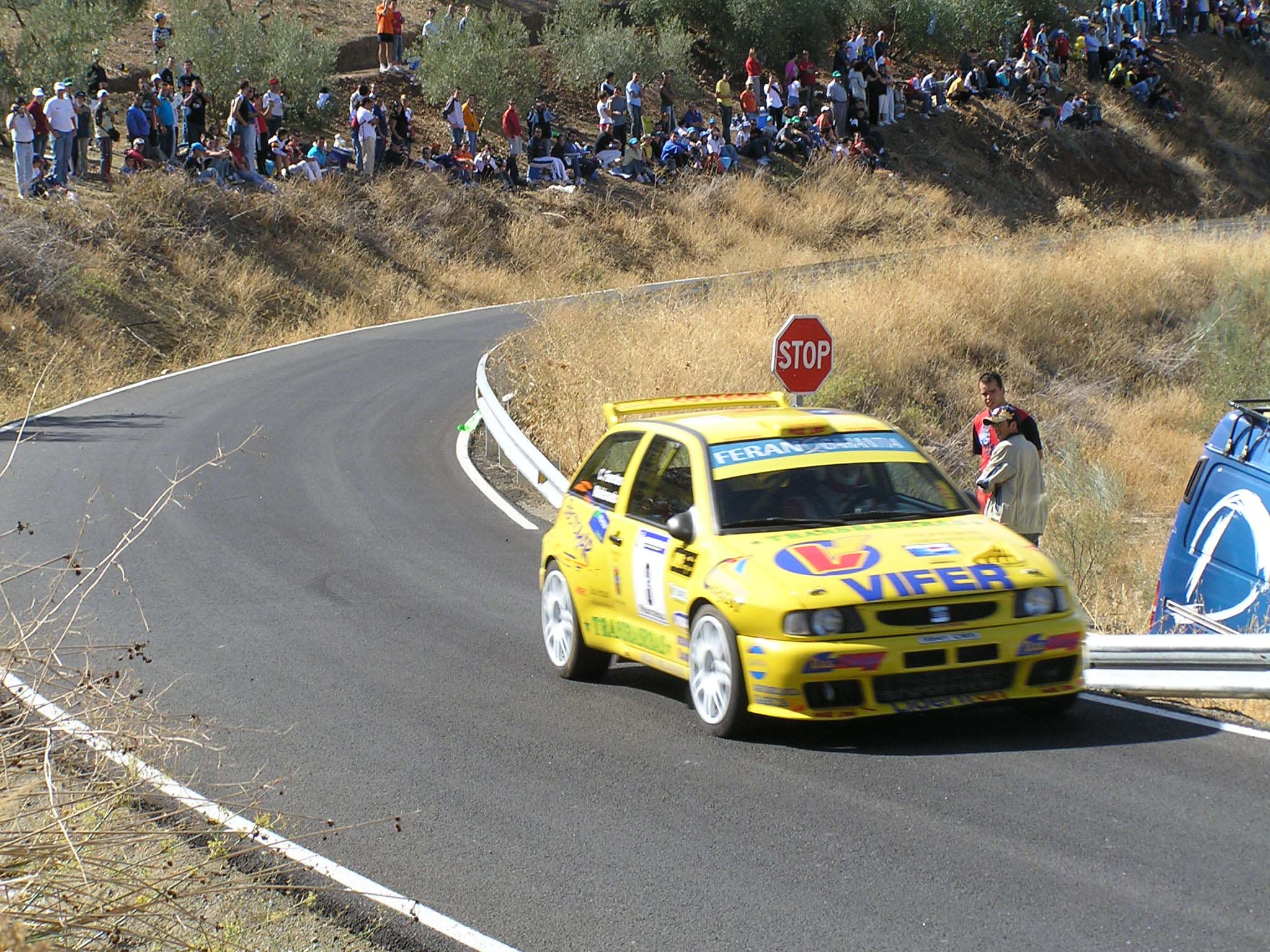
Una Ibiza Kit car in gara nel 2005

Della Ibiza GTi 16v di seconda generazione è stata creata una versione Kit car adatta a competere nelle competizioni rallistiche riservate a vetture del tipo F2 e A7. Era equipaggiata con un propulsore Volkswagen EA827/EA113 R4 2.0 16V che erogava 270 CV di potenza. La carrozzeria era monoscocca in acciaio e presentava nuove appendici aerodinamiche per migliorare la stabilità della vettura.
Nel 1996, nel 1997 e nel 1998 la vettura si aggiudicò la Coppa del mondo 2 litri costruttori nella categoria a 2 ruote motrici ed ottenne diverse vittorie e singoli piazzamenti con Harri Rovanperä, Oriol Gómez ed Erwin Weber.
Corse anche tra il 1999 e il 2000, ma con scarsi risultati.

## Terza serie (2002-2009)
Nel 2002 è stata introdotta la terza serie della Ibiza, sempre creata sul pianale della Volkswagen Polo sua contemporanea (giunta alla quarta serie), caratterizzata da un aspetto molto sportivo dovuto al disegno di Walter de Silva (ex designer Alfa Romeo), basato su linee arrotondate, particolari nei fanali e sul cofano, che ha caratterizzato il family feeling delle Seat anni 2000 e che fu introdotto solo l'anno prima in scala leggermente minore sulla più piccola Arosa.

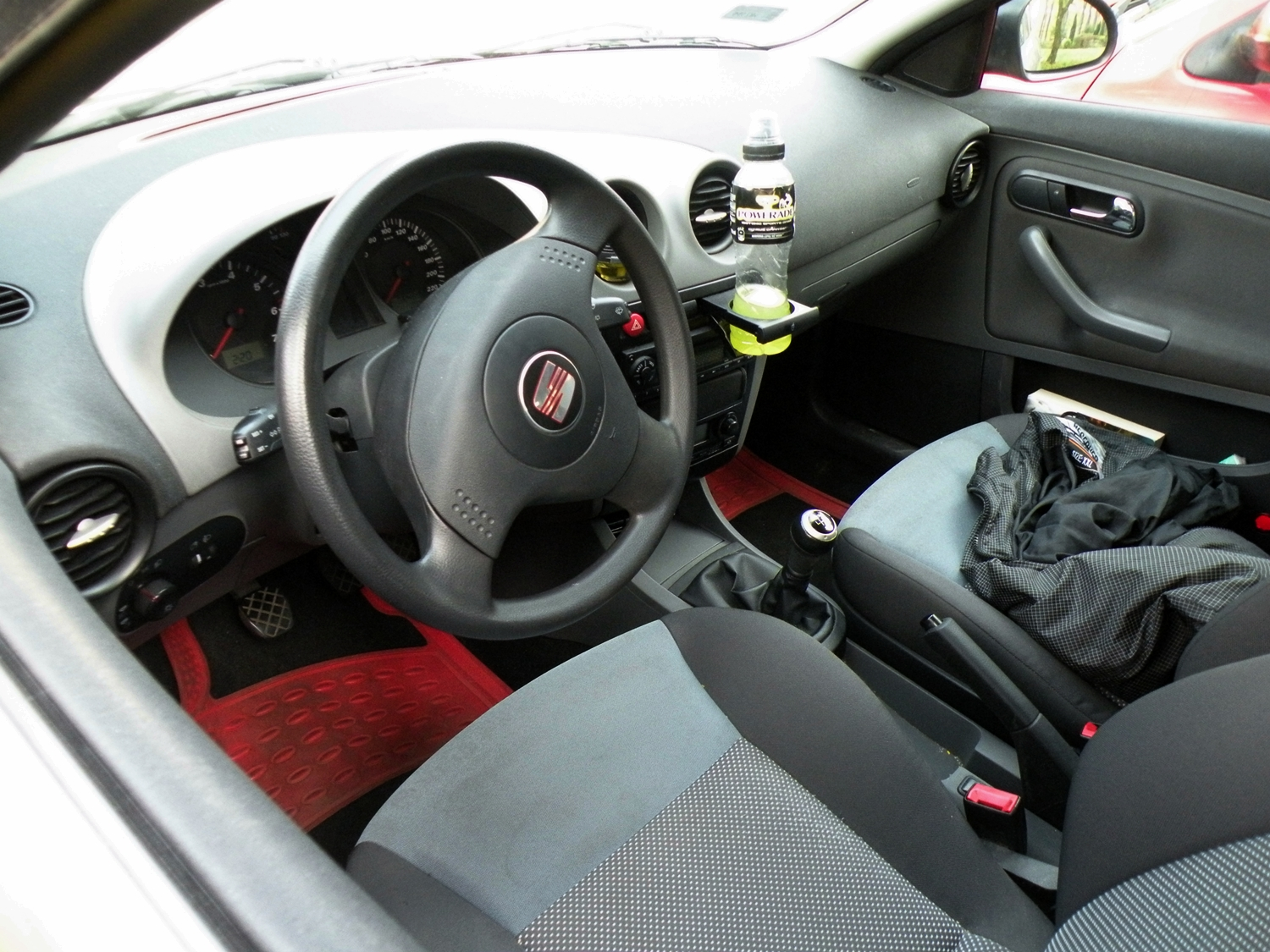
Gli interni di una Seat Ibiza Mk3.

L'auto è lunga 395 cm sia nella versione a tre che a cinque porte ed è stata presentata al Motor Show di Bologna nel dicembre 2001.
Gli allestimenti sono stati più volte modificati nel tempo, con diverse dotazioni di serie e motorizzazioni, cambiando anche nome: Stella, Signo e Sport sono stati sostituiti da nuove versioni Reference, Stylance, FR (Formula Racing) e Cupra (Cup Racing), per arrivare alla fine del ciclo vitale dell'auto con gli allestimenti Free, Ecomotive e Special Edition.
Le varie motorizzazioni, sia a benzina che diesel TDI (iniettore-pompa), arrivano a potenze superiori a quelle montate sulla Polo: rispettivamente fino a 180 e 160 cavalli nelle versioni Cupra.
Rispetto alla seconda serie, anche sotto il punto di vista della sicurezza automobilistica sono stati fatti dei passi avanti e la Ibiza venne riprovata nel 2002 con la nuova serie dall'Euro NCAP, venendo promossa alle quattro stelle.
Alla fine del 2004, a seguito del pensionamento della Seat Arosa, la Ibiza terza serie, pur non essendo una segmento A ma una segmento B, diventa il modello base della gamma Seat, ruolo che manterrà fino all'uscita di produzione.

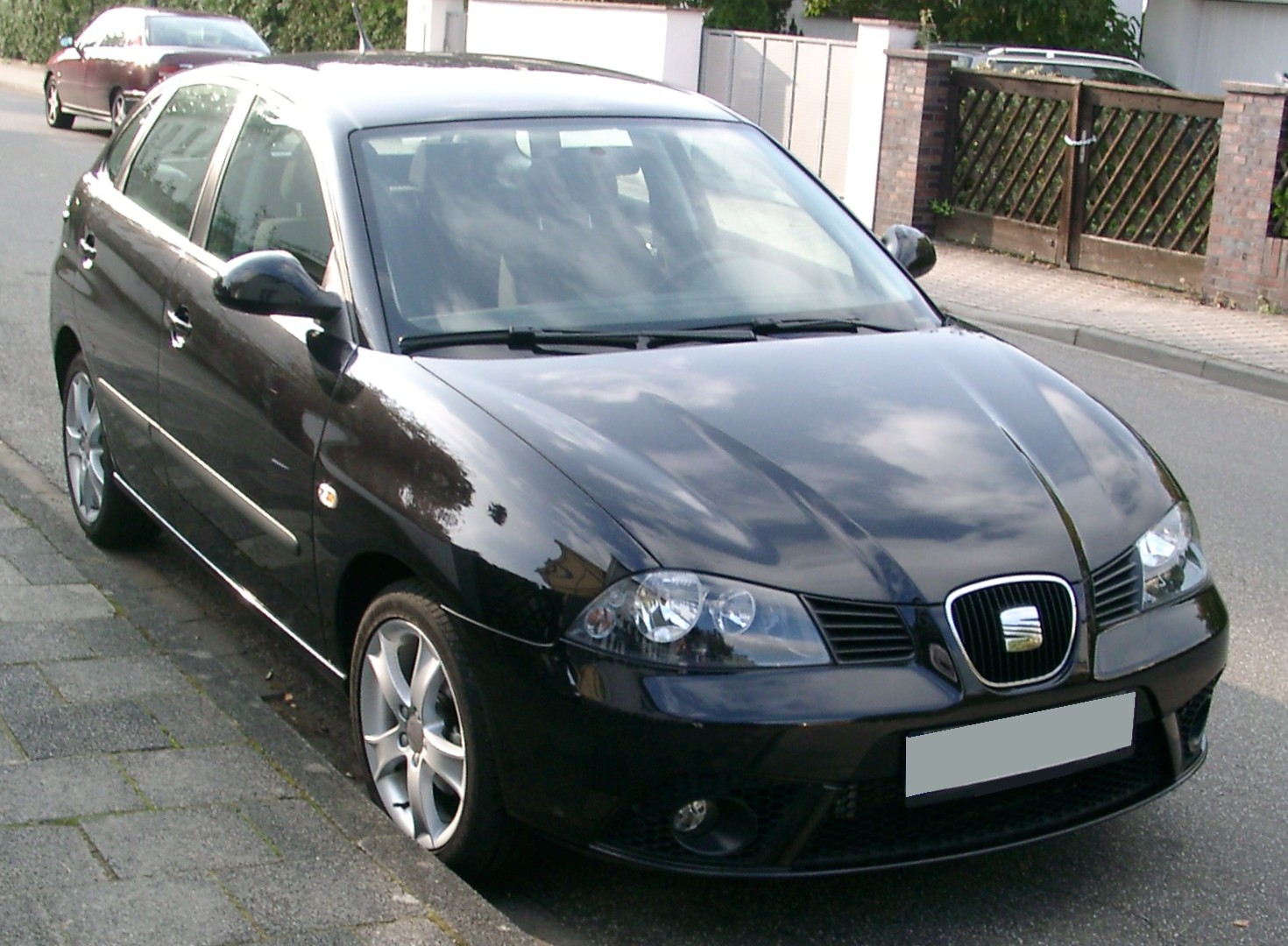
Il frontale di una Ibiza dopo il facelift del 2006.

Nel 2006 ha ricevuto un restyling agli interni ed i paraurti, che appaiono più sportivi grazie a una grande presa d'aria nella parte inferiore. Con il restyling la lunghezza dell'auto è passata a 398 cm.
Nelle vetture prodotte prima del restyling, la scritta "SEAT" si trova vicino al bordo inferiore sinistro del portellone posteriore, mentre la scritta "IBIZA" vicino a quello inferiore destro; sotto quest'ultima, in caso di motore diesel, è presente la dicitura "TDI", che permette anche di identificare la motorizzazione: tutte le lettere argentate indicano il motore da 75 cavalli; se invece l'ultima lettera è rossa, si tratta del motore da 101 cavalli; con le ultime due lettere rosse, del motore da 130 cavalli e con tutte le lettere rosse, di quello da 160 cavalli. Dopo il restyling, la scritta "Ibiza" è stata spostata al centro del portellone, sotto alla sua serratura di chiusura (rimasta sempre "nascosta" sotto il simbolo SEAT, che si ribalta verso l'esterno, fungendo da maniglia), senza più l'eventuale etichetta "TDI" e senza la scritta "SEAT". La serratura del portellone permette di chiuderlo ed aprirlo in maniera indipendente dalla chiusura centralizzata delle portiere, con cui è normalmente associato (ovvero, agendo sulle serrature delle portiere o utilizzando i comandi elettronici della chiave, portiere e bagagliaio si aprono e chiudono insieme).
Nel 2007 inoltre l'auto è stata sponsorizzata dalla cantante Shakira mediante spot pubblicitari di gran seguito in Spagna e la casa è stata sponsor ufficiale del tour mondiale della cantante.
Nonostante l'avvento nel 2008 della quarta serie, questa serie è rimasta in produzione seppur con una gamma molto limitata fino al settembre 2009, quando viene definitivamente tolta dal listino. La terza serie è stata prodotta a Martorell.

### Motorizzazioni
| Modello              | Disponibilità    | Motore  | Cilindrata (cm³) | Potenza         | Coppia max (N·m) | Emissioni CO2 (g/km) | 0–100 km/h (secondi) | Velocità max (km/h) | Consumo medio (km/l) |
| 1.2                  | dal 2007 al 2008 | Benzina | 1198             | 44 kW (60 CV)   | 108              | 138                  | 17.5                 | 159                 | 16.5                 |
| 1.2 12V              | dal 2001 al 2004 | Benzina | 1198             | 47 kW (64 CV)   | 112              | 144                  | 14.9                 | 165                 | 16.1                 |
| 1.2 12V/70 CV        | dal 2006 al 2009 | Benzina | 1198             | 51 kW (69 CV)   | 112              | 139                  | 14.2                 | 170                 | 16.1                 |
| 1.4 16V              | dal 2001 al 2006 | Benzina | 1390             | 55 kW (75 CV)   | 112              | 156                  | 13.2                 | 173                 | 14.5                 |
| 1.4 16V/85 CV        | dal 2006 al 2008 | Benzina | 1390             | 63 kW (85 CV)   | 132              | 158                  | 11.9                 | 180                 | 14.4                 |
| 1.4 16V/101 CV       | dal 2001 al 2008 | Benzina | 1390             | 74 kW (101 CV)  | 156              | 154                  | 11.2                 | 190                 | 14.4                 |
| 1.8 T 20V FR         | dal 2004 al 2008 | Benzina | 1781             | 110 kW (150 CV) | 220              | 180                  | 8.4                  | 216                 | 12.2                 |
| 1.8 T 20V Cupra      | dal 2004 al 2007 | Benzina | 1781             | 132 kW (179 CV) | 245              | 190                  | 7.3                  | 229                 | 11.9                 |
| 1.4 TDI              | dal 2005 al 2008 | Diesel  | 1422             | 51 kW (69 CV)   | 155              | 127                  | 14.8                 | 166                 | 20.0                 |
| 1.4 TDI/75 CV        | dal 2002 al 2004 | Diesel  | 1422             | 55 kW (75 CV)   | 195              | 122                  | 13.9                 | 172                 | 21.2                 |
| 1.4 TDI/80 CV        | dal 2005 al 2008 | Diesel  | 1422             | 59 kW (80 CV)   | 195              | 124                  | 12.9                 | 176                 | 20.4                 |
| 1.9 TDI              | dal 2002 al 2008 | Diesel  | 1896             | 74 kW (101 CV)  | 240              | 132                  | 10.8                 | 190                 | 19.2                 |
| 1.9 TDI/130 CV       | dal 2001 al 2009 | Diesel  | 1896             | 96 kW (130 CV)  | 310              | 140                  | 9.4                  | 207                 | 19.1                 |
| 1.9 TDI/160 CV Cupra | dal 2004 al 2007 | Diesel  | 1896             | 118 kW (160 CV) | 332              | 149                  | 7.6                  | 220                 | 17.4                 |

## Quarta serie (2008-2017)
Nel giugno 2008 ha debuttato la quarta serie della Ibiza, basata su un pianale che verrà in seguito sfruttato per la quinta serie della Volkswagen Polo, presentata nel 2009, con un design simile alla Leon seconda serie. 

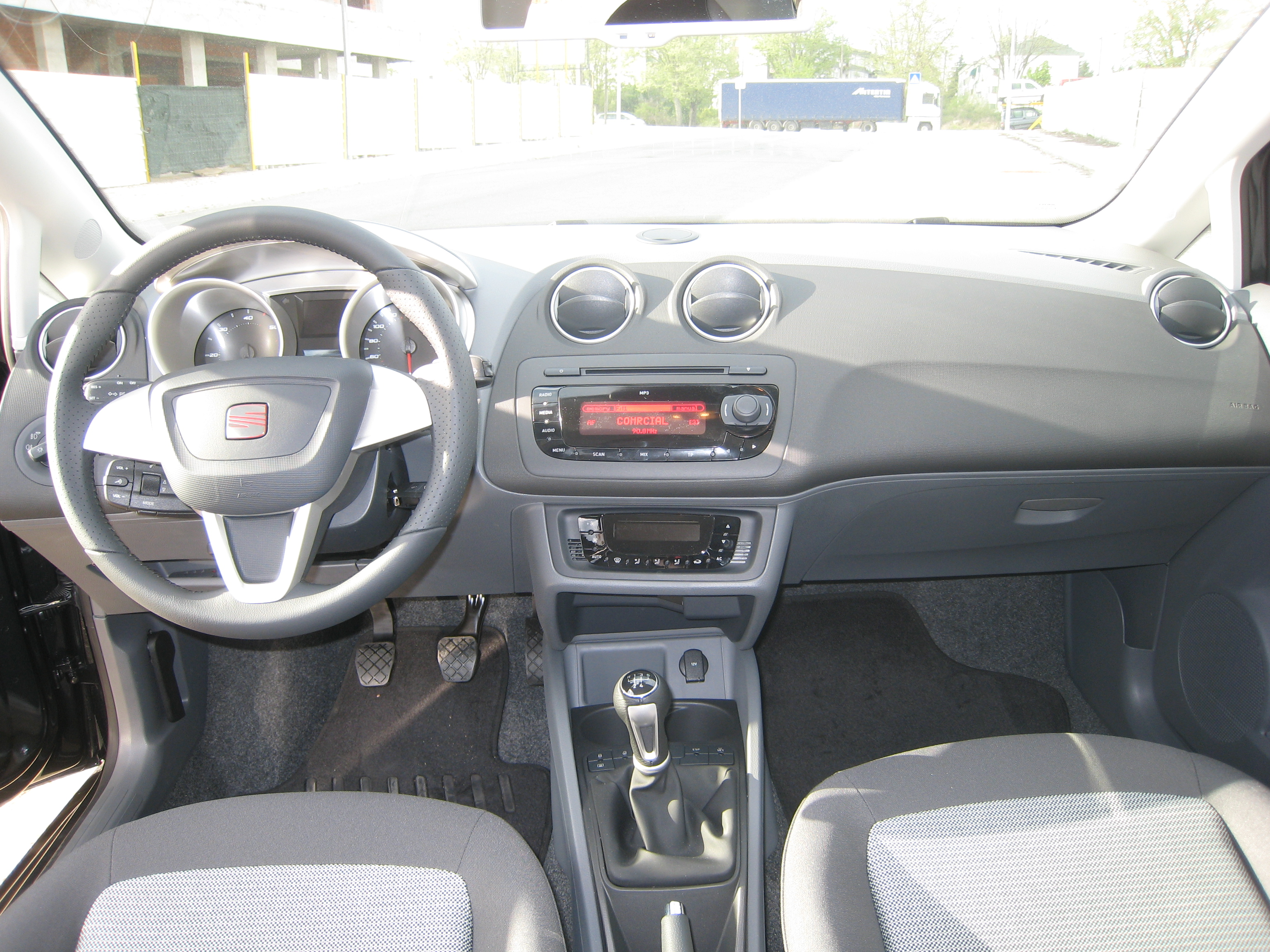
Gli interni di una Ibiza

Le linee arrotondate della serie precedente lasciano spazio a tagli netti e forme spigolose, mentre sulle fiancate è presente una linea trasversale che sale verso l'anteriore dell'auto, per poi ridiscendere, passando sopra i fanali. L'auto è stata disegnata da Luc Donckerwolke, che in passato aveva lavorato per la Lamborghini, ed era basata sulla concept car Bocanegra. È stata presentata al Salone di Madrid. La nuova Ibiza è stata allungata di 7 cm rispetto ai 398 modello precedente, salendo così a 405 e superando la soglia dei 4 metri, e il pianale è stato alleggerito. In più il punteggio nei crash test è aumentato, fino a raggiungere il massimo, le 5 stelle.
Quando la serie precedente smette di essere prodotta, la nuova Ibiza eredita il ruolo di modello base della casa spagnola, che mantiene fino al 2011, anno in cui entra in produzione la più piccola SEAT Mii.
Inoltre è prevista l'introduzione di motori di nuova generazione "TSI" con cambio "DSG" a secco a 7 marce. Sono disponibili diverse versioni a seconda delle motorizzazioni e degli allestimenti: Reference, Stylance, Sport, Cupra e FR.

### La Seat Ibiza SC

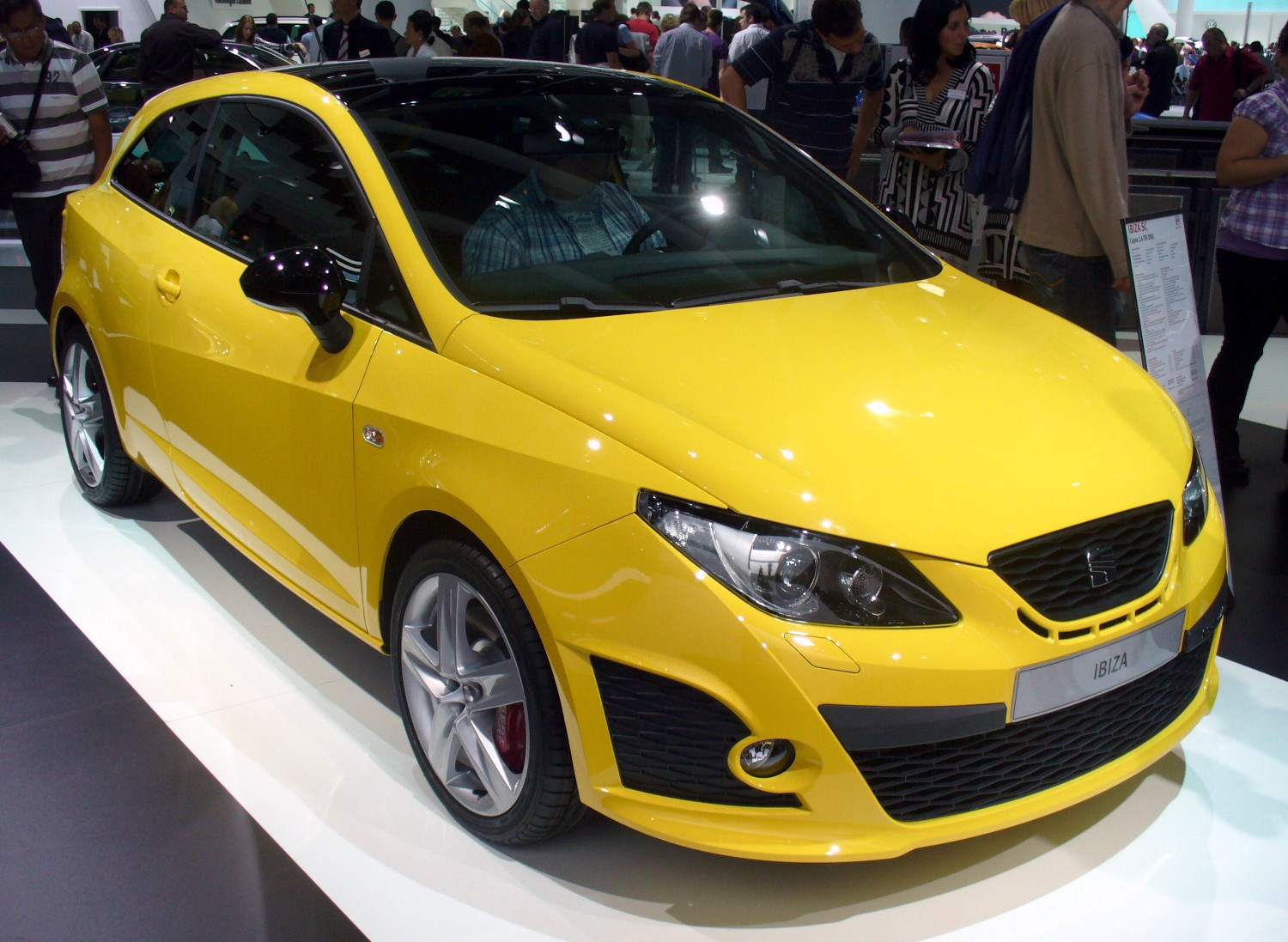
La Seat Ibiza SC Cupra

In autunno 2008 è stata presentata la versione a 3 porte, per la prima volta separata dalla versione a 5 porte e denominata in listino "Sport Coupé",.
È lunga 403 cm, larga 169 e alta 143. Il bagagliaio è leggermente diminuito, precisamente di 8 litri rispetto alla berlina, scendendo da 292 litri a 284 litri.
Si affiancherà alla versione 5 porte e alla terza serie della Ibiza, rimasta in produzione con una gamma ridotta e a prezzi ribassati fino all'agosto 2009.

### La Seat Ibiza SC Cupra
La Seat Ibiza Cupra è la variante di punta della Ibiza. È stata introdotta nel 2009. È dotata del motore 1.4 TSI, turbo e volumetrico, per una potenza di 178 CV.
Rispetto alla SC originale sono stati cambiati i paraurti, i sedili interni e i loro rivestimenti, i cerchi in lega, le pinze freno, naturalmente il motore e anche il logo posteriore, che presenta il solo logo "CUPRA" al centro del portellone invece del logo "IBIZA".

### La Seat Ibiza ST

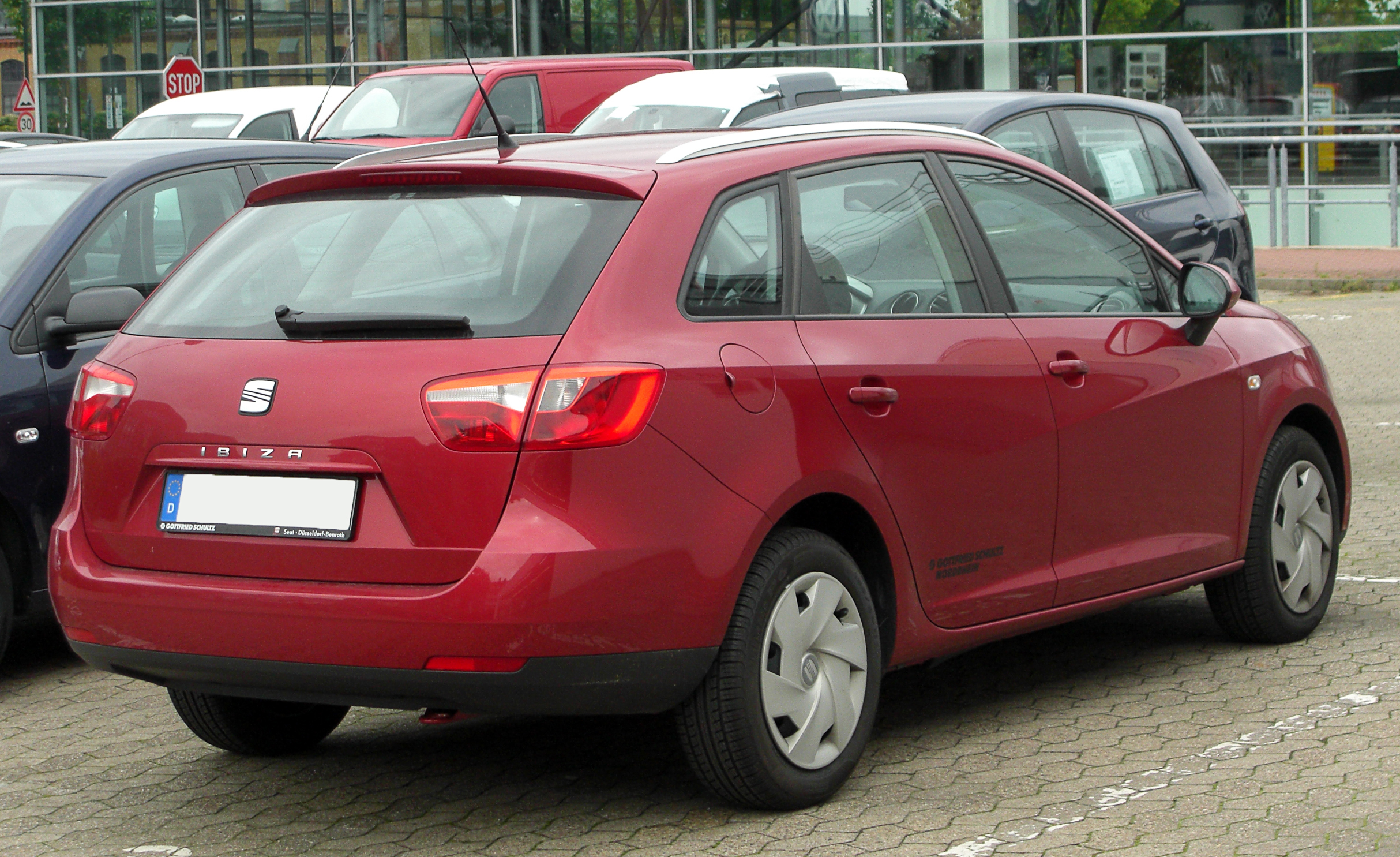
Posteriore di una Seat Ibiza ST

Nel settembre del 2009 viene presentato il prototipo della SEAT Ibz, versione station wagon della Ibiza quarta serie, al salone dell'automobile di Francoforte. La commercializzazione del modello, che si è insediata nella fascia commerciale delle piccole familiari derivate da vetture di segmento B, lasciata scoperta dall'uscita di produzione della Cordoba Vario nel 2002, è iniziata nell'estate 2010 con il nome commerciale Ibiza ST.

### Restyling del 2012

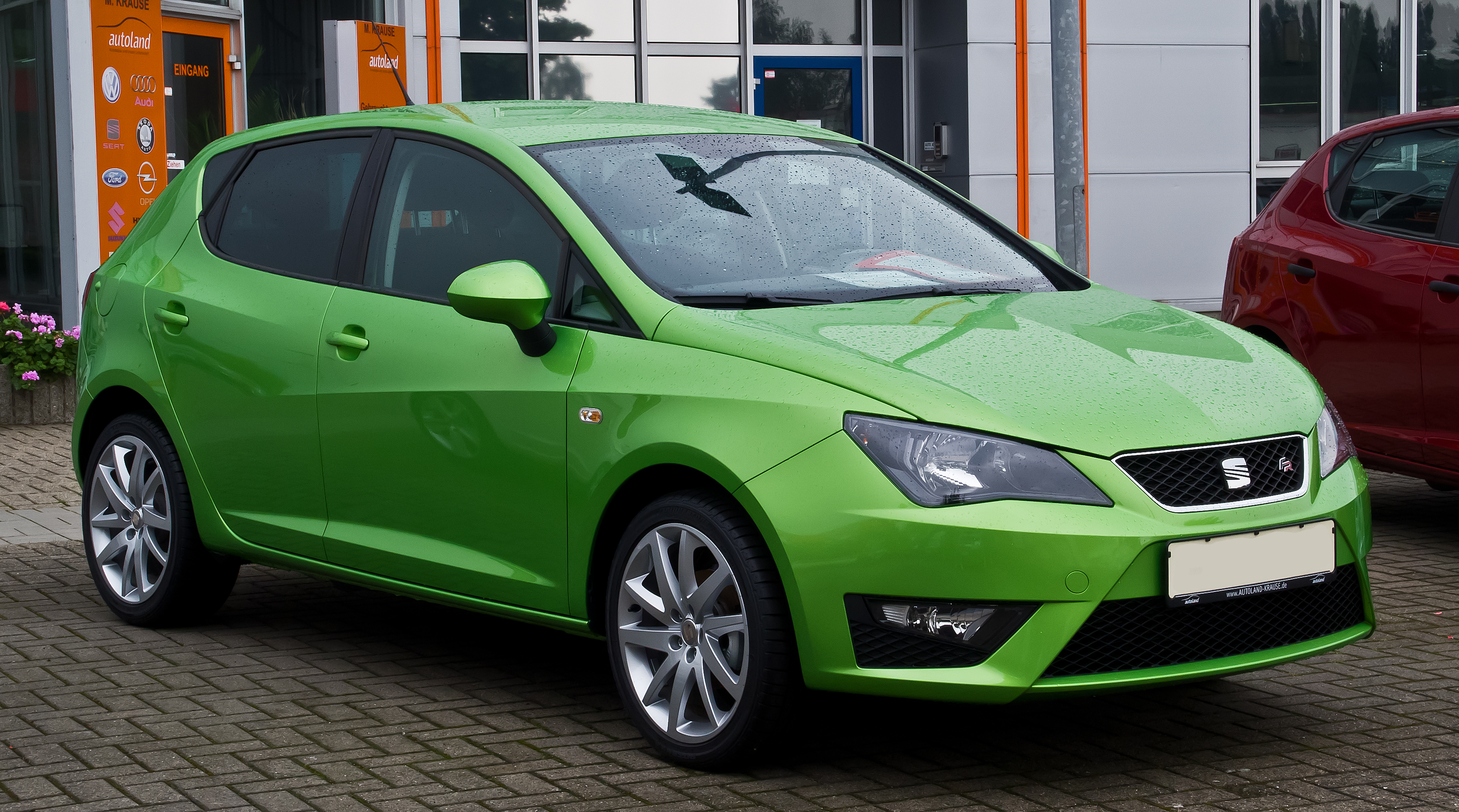
Ibiza FR restyling 2012

Nel marzo del 2012 al di Salone di Ginevra è stata presentata la nuova Ibiza. Il modello viene interessato da un lieve aggiornamento che si fa notare soprattutto nel frontale modificato con una calandra più piccola (più simile a quello della più grande SEAT Exeo aggiornato anch'essa alla fine del 2011) e con l'introduzione dei fari di nuovo disegno, disponibili a LED sulla versione FR. Sono stati inoltre aggiornati anche alcuni dettagli all'interno dell'abitacolo: nuovi materiali, un cruscotto aggiornato, un vano portaoggetti allargato e anche un nuovo sistema multimediale chiamato Seat Portable System.
Sottoposta nuovamente nel 2011 ai crash test dell'Euro NCAP, conferma il risultato di 5 stelle.

### Restyling del 2015

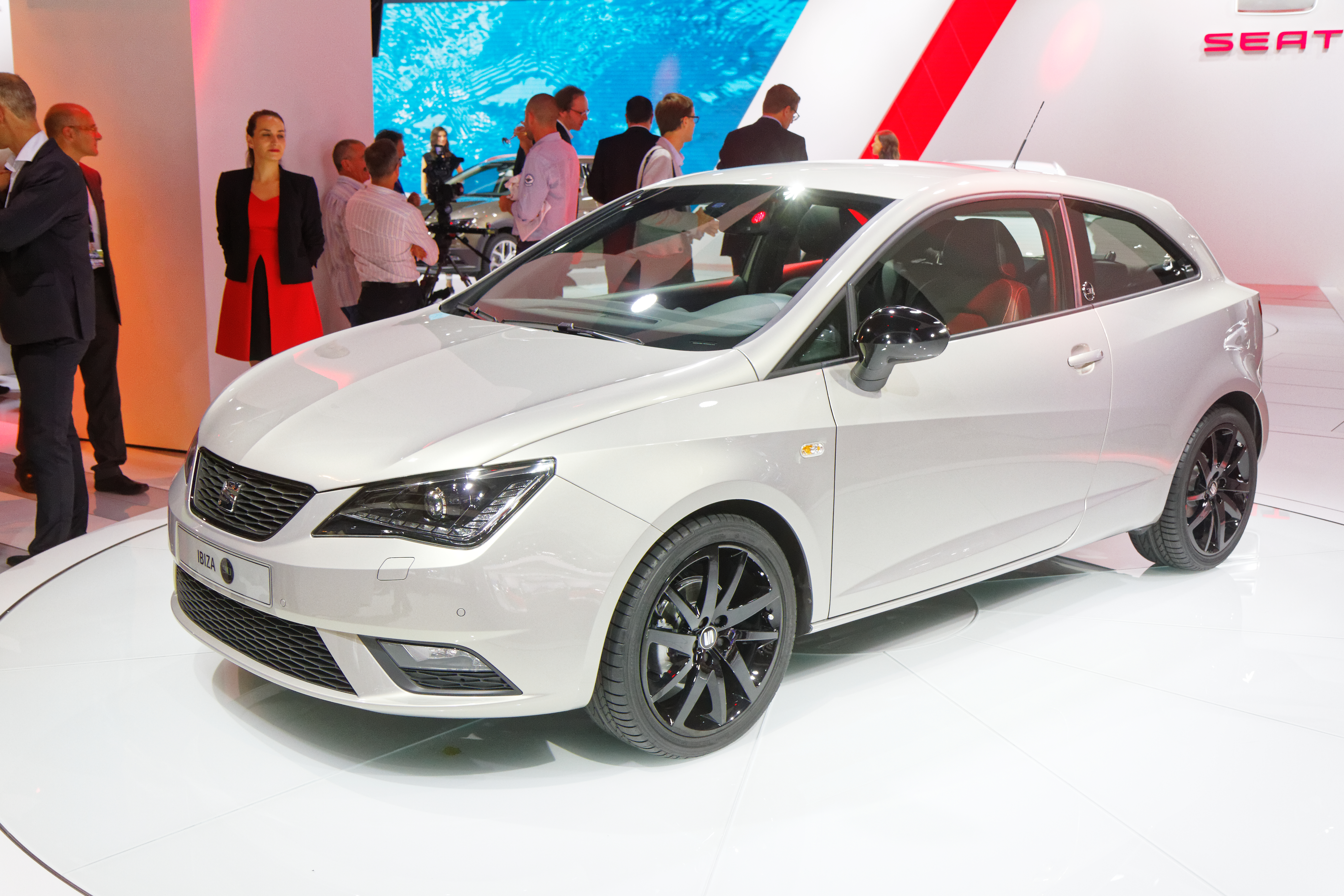
Ibiza SC restyling 2015

La Ibiza ha ricevuto un secondo restyling più approfondito nel 2015. L'interno, così come l'esterno sono stati modificati. I materiali utilizzati per gli interni sono più elevati in termini di qualità e il design complessivo è più focalizzato sull'ergonomia. La consolle centrale è più accessibile e ci sono diverse nuove aggiunte tecnologiche. Essa ora è dotata di un volante multifunzione, illuminazione ambiente e un sistema di navigazione integrato con tecnologia Full Link. La tecnologia Full Link consente la connettività con il telefono del conducente, attraverso il sistema di infotainment MIB di seconda generazione, replicando anche lo schermo dello smartphone quando esso è collegato.
Di serie ora la Ibiza offre le luci a LED diurne, assistenza al parcheggio con avvisi audio e una telecamera posteriore che fornisce il video della parte posteriore della macchina per favorire il conducente nelle manovre di retromarcia.
Esternamente, la differenza più grande sono le nuove luci a LED. Sul lato motori vengono introdotti una serie di nuovi propulsori da 1,0 litro tre cilindri del Gruppo Volkswagen chiamati MPI. Il più piccolo motore a benzina a disposizione è il 1,0 litro tre cilindri con 55 kW (75 CV), il 1.0 TSI turbo sempre tre cilindri sostituisce il precedente 1.2 TSI con potenze che ora vanno da 66 kW (90 CV) o 81 kW (110 CV) ed è disponibile anche con il cambio 7 marce DSG.
La Ibiza è disponibile nelle versioni di allestimento Reference, Style e FR. Nel settembre 2015 è stata presentata al Salone di Francoforte una nuova versione Cupra; sarà ora venduta con un nuovo motore 1.8 TSI da 141 kW (192 CV), che sostituisce il precedente 1,4 TSI.

### Motorizzazioni
| Modello             | Disponibilità    | Motore  | Cilindrata (cm³) | Potenza         | Coppia max (N·m) | Emissioni CO2 (g/km) | 0–100 km/h (secondi) | Velocità max (km/h) | Consumo medio (km/l) |
| 1.2 (60 CV)         | dal 2010         | Benzina | 1198             | 44 kW (60 CV)   | 108              | 125                  | 15.9                 | 155                 | 17.7                 |
| 1.2 (70 CV)         | dal 2008         | Benzina | 1198             | 51 kW (70 CV)   | 112              | 125                  | 13.9                 | 163                 | 18.5                 |
| 1.2 TSI             | dal 2010         | Benzina | 1197             | 77 kW (105 CV)  | 175              | 124                  | 9.8                  | 190                 | 18.9                 |
| 1.4                 | dal 2008         | Benzina | 1390             | 63 kW (85 CV)   | 132              | 139                  | 11.8                 | 177                 | 16.9                 |
| 1.4 TSI FR          | dal 2009 al 2011 | Benzina | 1390             | 110 kW (150 CV) | 220              | 146                  | 7.6                  | 212                 | 15.9                 |
| 1.4 TSI Cupra       | dal 2009         | Benzina | 1390             | 132 kW (180 CV) | 250              | 148                  | 7.2                  | 225                 | 15.6                 |
| 1.6                 | dal 2008 al 2010 | Benzina | 1598             | 77 kW (105 CV)  | 153              | 157                  | 10.5                 | 187                 | 14.4                 |
| 1.2 TDI             | dal 2010         | Diesel  | 1199             | 55 kW (75 CV)   | 180              | 99                   | 13.9                 | 168                 | 26.3                 |
| 1.2 TDI Ecomotive   | dal 2012         | Diesel  | 1199             | 55 kW (75 CV)   | 180              | 89                   | 13.9                 | 173                 | 29.4                 |
| 1.4 TDI             | dal 2008 al 2010 | Diesel  | 1422             | 59 kW (80 CV)   | 195              | 114                  | 13.1                 | 170                 | 22.2                 |
| 1.6 TDI             | dal 2009         | Diesel  | 1598             | 66 kW (90 CV)   | 230              | 109                  | 11.8                 | 178                 | 23.8                 |
| 1.6 TDI Sport       | dal 2010 al 2015 | Diesel  | 1598             | 77 kW (105 CV)  | 250              | 112                  | 10.5                 | 188                 | 23.8                 |
| 1.4 TDI             | dal 2015 al 2017 | Diesel  | 1422             | 77 kW (105 CV)  | 250              | 100                  | 9.9                  | 192                 | 25                   |
| 1.9 TDI             | dal 2008 al 2009 | Diesel  | 1896             | 77 kW (105 CV)  | 240              | 119                  | 10.6                 | 181                 | 21.1                 |
| 2.0 TDI             | dal 2010 al 2011 | Diesel  | 1968             | 105 kW (143 CV) | 320              | 119                  | 8.2                  | 210                 | 21.7                 |
| 1.2 TSI (110 CV) FR | dall'11/2015     | Benzina | 1197             | 81KW (110 CV)   | 175              | 119                  | 9.1                  | 197                 | 15                   |

### Attività sportiva
La SEAT Ibiza è utilizzata dal team tedesco Münnich Motorsport nel campionato del mondo rallycross. Ha debuttato nel 2016 nella tappa del Portogallo e ha avuto come risultato migliore il quinto posto, ottenuto nella tappa francese.

## Quinta serie (dal 2017)
La quinta generazione della Seat Ibiza a 5 porte (nome in codice 6F0) è stata introdotta il 31 gennaio 2017 con un evento a Barcellona, per poi essere presentata al pubblico al Salone di Ginevra 2017. Non verranno realizzate né una versione 3 porte né una station wagon, come invece fatto nella precedente generazione; quest'ultima è stata sostituita da una versione SUV chiamata SEAT Arona.

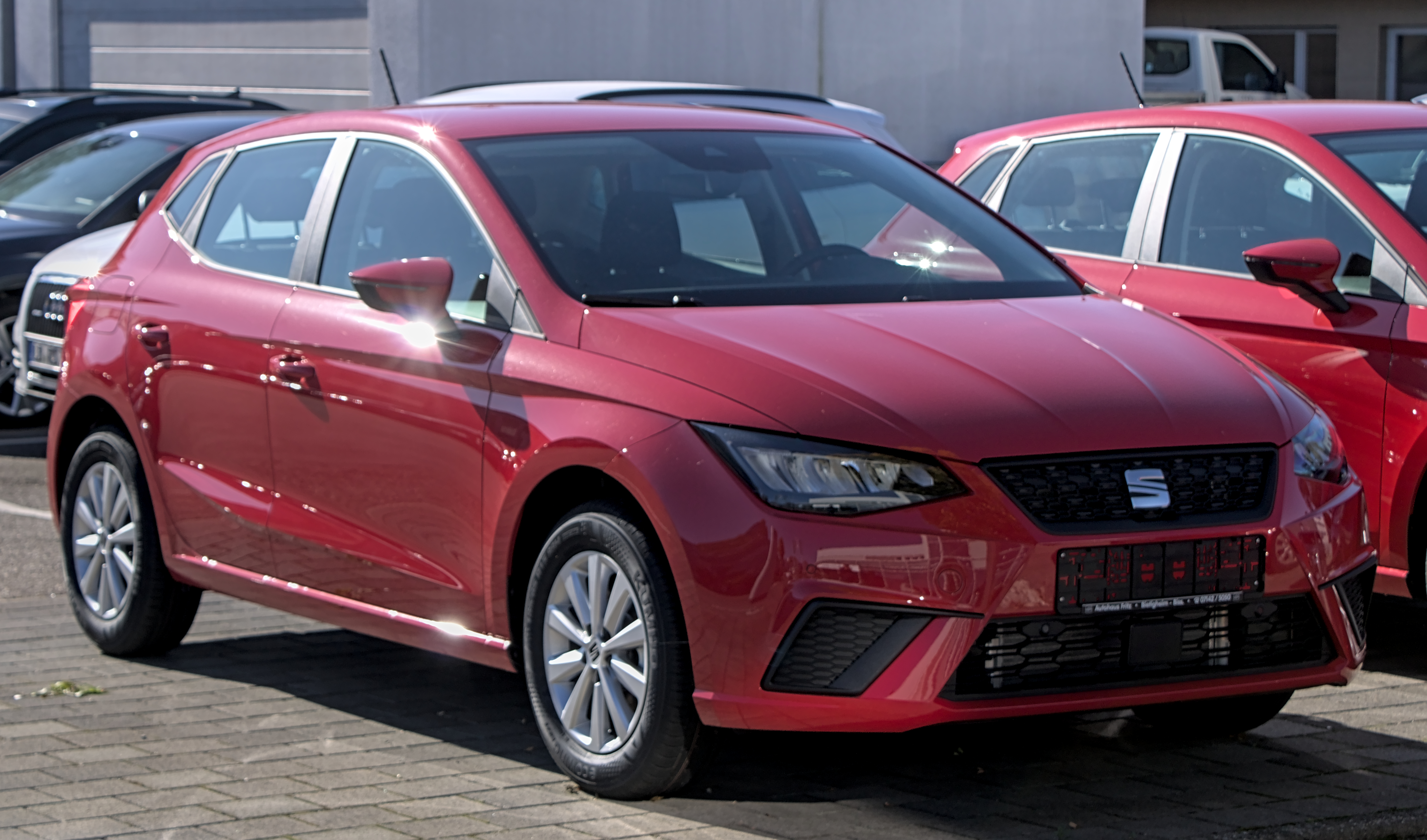
Ibiza restyling

È la prima vettura sviluppata sulla inedita piattaforma MQB A0, su cui saranno realizzate le nuove generazioni della Volkswagen Polo e Audi A1. La carrozzeria è due millimetri più corta della precedente generazione, la larghezza è stata incrementata di 87 millimetri e l'interasse è stato allungato di 9,5 cm per offrire più spazio nell'abitacolo rispetto alla sua antenata. Gli allestimenti disponibili al lancio sono Reference, Style, FR e Xcellence.
Il design riprende quello delle altre vetture in gamma principalmente rifacendosi alla Leon, ma presenta alcune differenze specialmente nei fari anteriori e da quelli posteriori dalle forme più triangolari; tutta la vettura globalmente ha uno stile che è caratterizzata da spigoli e linee geometriche più marcate rispetto alla vecchia serie.
I motori al debutto sono i benzina 1.0 TSI da 95 e 115 CV, il 1.5 TSI da 150 CV, i diesel 1.6 TDI con 80, 95 e 115 CV e il 1.0 TGI 90 CV alimentato a gas naturale compresso (CNG) metano. Nella metà del 2017 è stata affiancata da una variante crossover SUV costruita sempre sul pianale MQB A0, con cui condivide gran parte della componentistica meccanica e motoristica, la SEAT Arona.
A luglio 2017 la vettura è stata sottoposta alle prove d'impatto dell'Euro NCAP, ottenendo 5 stelle.
Il restyling della quinta generazione di Ibiza viene presentata nell'aprile 2021, caratterizzato da aggiornamenti di dettaglio ai fanali anteriori e posteriori e agli interni con una nuova strumentazione.

### Motorizzazioni
| Modello                | Motore    | Alimentazione | Cilindrata (cm³) | Potenza CV/rpm | Coppia max N·m/rpm | Cambio/Nº rapporti                            | Accelerazione 0–100 km/h (secondi) | Velocità max (km/h)     |
| ---------------------- | --------- | ------------- | ---------------- | -------------- | ------------------ | --------------------------------------------- | ---------------------------------- | ----------------------- |
| 1.0 MPI 48 kW S&S      | CHYA      | Benzina       | 999              | 65/5000-6000   | 95/3000-4300       | Manuale a 5 marce                             | 15,2                               | 169                     |
| 1.0 MPI 55 kW S&S      | CHYB      | Benzina       | 999              | 75/6200        | 95/3000-4300       | Manuale a 5 marce                             | 14,7                               | 167                     |
| 1.0 EcoTSI 70 kW S&S   | CHZL      | Benzina       | 999              | 95/5000-5500   | 175/1500-3500      | Manuale a 5 marce                             | 10,9                               | 182                     |
| 1.0 EcoTSI 85 kW S&S   | CHZJ/DKJA | Benzina       | 999              | 115/5000-5500  | 200/2000-3500      | Manuale a 5 o 6 marce/Automatico a 6 rapporti | 9,3 - 9,4                          | 195 (man.) - 193 (aut.) |
| 1.6 MPI 66 kW          | CWVB      | Benzina       | 1598             | 90/4250-6000   | 155/3800-4000      | Manuale a 5 marce                             | 10,9                               | 182                     |
| 1.6 MPI 81 kW          | CWVA      | Benzina       | 1598             | 110/5800       | 155/3800-4000      | Manuale a 5 marce/Automatico a 5 rapporti     | 10,4                               | 192                     |
| 1.5 TSI Evo 110 kW ACT | DADA      | Benzina       | 1498             | 150/5000-6000  | 250/1500-3500      | Manuale a 6 marce                             | 7,7                                | 215                     |
| 1.6 TDI SCR S&S 59 kW  | DGTC      | Gasolio       | 1598             | 80/2700-4800   | 230/1400-2400      | Manuale a 5 marce                             | 12,9                               | 175                     |
| 1.6 TDI SCR S&S 70 kW  | DGTD      | Gasolio       | 1598             | 95/2750-4600   | 250/1500-2600      | Manuale a 5 marce                             | 11,1                               | 182                     |
| 1.6 TDI SCR S&S 85 kW  | DGTE      | Gasolio       | 1598             | 115/3250-4000  | 250/1500-3200      | Manuale a 6 marce                             | 9,6                                | 195                     |
| 1.0 TGI 66 kW S&S      | DBYA      | Benzina/GNC   | 999              | 90/4500-5800   | 160/1900-3500      | Manuale a 6 marce                             | 11,8                               | 182                     |

Nota: alcune motorizzazioni a benzina e gasolio con cambio manuale possono avere in dotazione il cambio DSG.